# Sabin Carr
Sabin William Carr (Dubuque, 4 september 1904 - Santa Barbara, 12 september 1983) was een Amerikaanse atleet, die was gespecialiseerd in het polsstokhoogspringen. Hij werd olympisch kampioen en meervoudig Amerikaans kampioen in deze discipline. Hij had ook het wereldrecord een jaar in handen.
Op 28 mei 1927 verbeterde Carr in Philadelphia het wereldrecord polsstokhoogspringen naar 4,27 m. Dit record hield tot 28 april 1928 stand, toen het werd verbeterd door zijn landgenoot Lee Barnes tot 4,30. Op de Olympische Spelen van 1928 in Amsterdam won hij een gouden medaille bij het polsstokhoogspringen. Met een beste poging van 4,20 versloeg hij zijn landgenoten William Droegemuller (zilver, 4,10) en Charles McGinnis (brons, 3,95).

## Titels
- Olympisch kampioen polsstokhoogspringen - 1928
- Amerikaans kampioen polsstokhoogspringen (indoor) - 1927, 1928
- IC4A kampioen polsstokhoogspringen - 1926, 1927, 1928

## Palmares

### polsstokhoogspringen
- 1928:  OS - 4,20 m

1896: Welles Hoyt ·
1900: Irving Baxter ·
1904: Charles Dvorak ·
1908: Edward Cook & Alfred Gilbert ·
1912: Harry Babcock ·
1920: Frank Foss ·
1924: Lee Barnes ·
1928: Sabin Carr ·
1932: Bill Miller ·
1936: Earle Meadows ·
1948: Guinn Smith ·
1952: Bob Richards ·
1956: Bob Richards ·
1960: Don Bragg ·
1964: Fred Hansen ·
1968: Bob Seagren ·
1972: Wolfgang Nordwig ·
1976: Tadeusz Ślusarski ·
1980: Władysław Kozakiewicz ·
1984: Pierre Quinon ·
1988: Serhij Boebka ·
1992: Maksim Tarasov ·
1996: Jean Galfione ·
2000: Nick Hysong ·
2004: Tim Mack ·
2008: Steven Hooker ·
2012: Renaud Lavillenie ·
2016: Thiago Braz da Silva ·
2020: Armand Duplantis ·
2024: Armand Duplantis
- Bibliothèque nationale de France: cb17745935h (data)
- Virtual International Authority File: 2212153411826941700000